# Uhwiesen
Uhwiesen är en ort i kommunen Laufen-Uhwiesen i kantonen Zürich i Schweiz. Den är kommunens huvudort och ligger vid Rhen, cirka 3 kilometer söder om Schaffhausen. Orten har 1 628 invånare (2021).